# Les Barons
Pour les articles homonymes, voir Baron.
Pour plus de détails, voir Fiche technique et Distribution.
Les Barons est un film franco-belge réalisé par le Bruxellois Nabil Ben Yadir. Le film est sorti le 2 septembre 2009 au Festival international du film francophone de Namur, le 4 novembre 2009 en Belgique et le 20 janvier 2010 en France.

## Synopsis
Quatre amis trainent leur ennui à travers les rues de Molenbeek-Saint-Jean, quartier populaire de l'ouest de Bruxelles. Leur quotidien est fait de chômage et de petites combines, sous l'œil désabusé de leurs ainés terminant une vie de travail, ou de la belle Malika, journaliste vedette de la télévision, issue du quartier. À défaut d'une identité forte, ils créent la leur : ils sont les Barons, revendiquant leur oisiveté et prenant le bon côté de la vie. Mais cette identité s'oppose aux aspirations professionnelles ou affectives des uns et des autres, voire des réalités de la vie.

## Fiche technique
- Titre : Les Barons
- Réalisation : Nabil Ben Yadir
- Scénario : Nabil Ben Yadir, Laurent Brandenbourger et Sébastien Fernandez
- Image : Danny Elsen
- Son : Dirk Bombey
- Montage image : Damien Keyeux
- Conception graphique : Jean Franou
- Mise en format : Sofiane Ouchène
- Mixage : Mathieu Cox
- Musique : Imhotep
- Bande son : Monkey Madara
- Chanson originale : Arno
- Producteurs : Diana Elbaum et Sébastien Delloye
- Coproduction : Entre Chien et Loup, Liaison Cinématographique et Prime Time
- Pays d'origine :  France,  Belgique
- Langues : français, allemand, arabe
- Genre : Comédie
- Durée : 111 minutes
- Dates de sortie : 
  - 2 septembre 2009 (Festival international du film francophone de Namur)
  - 4 novembre 2009 (Belgique)
  - 20 janvier 2010 (France)

## Distribution
- Nader Boussandel : Hassan
- Mourade Zeguendi : Mounir
- Mounir Ait Hamou : Aziz
- Julien Courbey : Franck Tabla
- Jan Decleir : Lucien
- Fellag : RG (ou "Hergé")
- Édouard Baer : Jacques
- Amelle Chahbi : Malika
- Melissa Djaouzi : Milouda
- Salah Eddine Ben Moussa : Kader
- Jean-Luc Couchard : Ozgür
- Virginie Efira : l'artiste
- Claude Semal : un conducteur de bus
- Bouga : Mimoun (le serveur)

## Distinctions
- Prix du jury ex aequo lors de la 9e édition du Festival international du film de Marrakech (FIFM), décembre 2009
- Jan Decleir obtient le prix du Meilleur acteur dans un second rôle aux Magritte du cinéma 2011

## Lieux de tournage
Le film a été tourné dans la région bruxelloise et sa périphérie, principalement dans les communes de Bruxelles (Rue de la Loi), Saint-Gilles (Avenue Jef Lambeaux), Forest (Rue Rodenbach), Molenbeek-Saint-Jean et Wemmel.

## Anecdotes
- Jan Decleir se fait un moment interpeller pour sa maladie d'Alzheimer (en fait maladie de Parkinson). Jan Decleir fut en 2004 l'acteur principal du film La Mémoire du tueur, dont le titre original était De Zaak Alzheimer (littéralement "L'affaire Alzheimer"). Dans ce film, il interprète un tueur à gage perdant progressivement ses facultés à la suite de la maladie d'Alzheimer.
- Le rôle de Malika fait référence à la journaliste Hadja Lahbib, occupant la même tranche horaire du journal télévisé de la RTBF (elle est devenue depuis Ministre fédérale belge, puis commissaire européenne). Il y a d'ailleurs une ressemblance physique, ainsi que pour la coiffure et l'habillement. Le réalisateur a confirmé cette référence à diverses reprises[1].
- Virginie Efira joue ici un premier rôle au cinéma.
- Lors d'un journal télévisé, Malika parle de "l'affaire Brandenbourger" (une affaire d'empoisonnement au cyanure). Laurent Brandenbourger est le coscénariste du film.
- Durant le concours de blagues pourries, Mounir rappelle à Aziz que « le cinéma n'a pas commencé avec Taxi 4 », film dans lequel Mourade Zeguendi a joué un rôle.